# Кілн (Міссісіпі)
Кілн (англ. Kiln) — переписна місцевість (CDP) в США, в окрузі Генкок штату Міссісіпі. Населення — 2224 особи (2020).

## Географія
Кілн розташований за координатами 30°25′8″ пн. ш. 89°25′45″ зх. д. / 30.41889° пн. ш. 89.42917° зх. д. (30.418883, -89.429264).  За даними Бюро перепису населення США в 2010 році переписна місцевість мала площу 34,75 км², з яких 34,10 км² — суходіл та 0,65 км² — водойми.

### Клімат
| Клімат : Кілн           | Клімат : Кілн | Клімат : Кілн | Клімат : Кілн | Клімат : Кілн | Клімат : Кілн | Клімат : Кілн | Клімат : Кілн | Клімат : Кілн | Клімат : Кілн | Клімат : Кілн | Клімат : Кілн | Клімат : Кілн | Клімат : Кілн |
| Показник                | Січ.          | Лют.          | Бер.          | Квіт.         | Трав.         | Черв.         | Лип.          | Серп.         | Вер.          | Жовт.         | Лист.         | Груд.         | Рік           |
| Абсолютний максимум, °C | 28,3          | 29,4          | 31,1          | 34,4          | 36,7          | 38,3          | 40,0          | 40,0          | 39,4          | 36,1          | 31,1          | 28,3          | 40,0          |
| Середній максимум, °C   | 15,0          | 17,2          | 20,6          | 23,9          | 27,8          | 30,6          | 31,7          | 31,7          | 29,4          | 25,0          | 20,6          | 16,1          | 24,2          |
| Середній мінімум, °C    | 3,9           | 5,6           | 8,3           | 11,7          | 16,7          | 20,6          | 21,7          | 21,7          | 18,9          | 12,8          | 7,8           | 4,4           | 12,9          |
| Абсолютний мінімум, °C  | −15           | −12,8         | −6,7          | −2,2          | 5,6           | 8,9           | 16,7          | 14,4          | 6,7           | −0,6          | −4,4          | −12,2         | −15           |
| Норма опадів, мм        | 140           | 133           | 136           | 123           | 119           | 144           | 175           | 160           | 128           | 95            | 123           | 116           | 1594          |
| ----------------------- | ------------- | ------------- | ------------- | ------------- | ------------- | ------------- | ------------- | ------------- | ------------- | ------------- | ------------- | ------------- | ------------- |
| Джерело:                |               |               |               |               |               |               |               |               |               |               |               |               |               |

## Демографія
Згідно з переписом 2010 року, у переписній місцевості мешкало 2238 осіб у 847 домогосподарствах у складі 597 родин. Густота населення становила 64 особи/км².  Було 1130 помешкань (33/км²).
Расовий склад населення:
| - 92,7 % — білих - 3,4 % — чорних або афроамериканців - 0,6 % — корінних американців - 0,2 % — азіатів |

До двох чи більше рас належало 2,4 %. Частка іспаномовних становила 3,7 % від усіх жителів.
За віковим діапазоном населення розподілялося таким чином: 23,9 % — особи молодші 18 років, 62,3 % — особи у віці 18—64 років, 13,8 % — особи у віці 65 років та старші. Медіана віку мешканця становила 41,3 року. На 100 осіб жіночої статі у переписній місцевості припадало 103,8 чоловіків;  на 100 жінок у віці від 18 років та старших — 100,2 чоловіків також старших 18 років.
Середній дохід на одне домашнє господарство  становив 54 310 доларів США (медіана — 53 210), а середній дохід на одну сім'ю — 61 401 долар (медіана — 70 223). За межею бідності перебувало 23,7 % осіб, у тому числі 40,4 % дітей у віці до 18 років та 8,5 % осіб у віці 65 років та старших.
Цивільне працевлаштоване населення становило 786 осіб. Основні галузі зайнятості: роздрібна торгівля — 20,4 %, освіта, охорона здоров'я та соціальна допомога — 18,7 %, будівництво — 16,5 %.